# Ferdinand-Hippolyte Delaunay
Pour les articles homonymes, voir Delaunay.
Ferdinand-Hippolyte Delaunay, né à Fontenay-le-Pesnel (Calvados) le 12 janvier 1838 et mort à Paris le 20 février 1890, est un philosophe et historien français.
Il fut collaborateur au Temps, à La Patrie et au Journal officiel. Deux de ses ouvrages, Philon d'Alexandrie : Écrits historiques et Moines et sibylles dans l'antiquité judéo-grecque, furent couronnés par l'Académie française.

## Ouvrages
- Coup d'œil sur la génération dans les végétaux et les animaux, 1858
- Du Spiritualisme et du panthéisme dans leurs rapports avec les sciences naturelles, étude présentée à l'Institut britannique du génie universel, 1860
- Tempérament physique et moral de la femme, 1862
- Le Cinquième Évangile de M. Renan, 1863
- Philon d'Alexandrie. Écrits historiques, influence, luttes et persécutions des Juifs dans le monde romain, 1863 ; 1867 Texte en ligne
- Le Suffrage universel et l'Instruction primaire : à MM. les députés de 1864, avec Charles Talboscq, 1864
- Les Actes des Apôtres, traduction et commentaire, critique nouvelle, 1864 Texte en ligne
- Leçon d'histoire et de charité à un Jésuite, le R. P. Félix, 1964
- Histoire de la campagne de France, 1870-1871, 1871
- Sur les origines du christianisme, 1872
- Le Monarchisme juif et le Christianisme primitif, 1873
- Moines et sibylles dans l'antiquité judéo-grecque, 1874, prix Marcelin Guérin de l’Académie française en 1875
- Sur l'authenticite du livre de Philon d'Alexandrie qui a pour titre « De la vie contemplative », 1875
- Guide des visiteurs. Antiquités de Sanxay (Vienne), 1882